# Tros de la Font (Hortoneda)
El Tros de la Font és un paratge del terme municipal de Conca de Dalt, a l'antic terme d'Hortoneda de la Conca), al Pallars Jussà. És en territori del poble d'Hortoneda.
Està situat a migdia d'Hortoneda i a ponent de Segalars, al sud-oest de la Colomina, al nord del lloc d'Enquinano. És al sud-est de la Coma dels Porcs.